# 2,2-dichlooracetylchloride
2,2-dichlooracetylchloride is een corrosieve organische verbinding met als brutoformule C2HCl3O. De stof komt voor als een kleurloze tot gele vloeistof met een scherpe geur, die reageert met water onder vorming van zoutzuur en dichloorazijnzuur.

## Toxicologie en veiligheid
2,2-dichlooracetylchloride ontleedt bij verhitting en bij contact met water of metaalpoeders, met vorming van zoutzuur of fosgeen, die brand- en ontploffingsgevaar kunnen veroorzaken. Het reageert met sterk oxiderende stoffen, alcoholen en sterke basen. 2,2-dichlooracetylchloride tast vele metalen aan, met vorming van een brandbaar of ontplofbaar gas.
De stof is een lacrimator en veroorzaakt bijgevolg tranende ogen. Het is corrosief voor de ogen, de huid en de luchtwegen. Inademing van damp kan longoedeem veroorzaken. Blootstelling ver boven de toegestane blootstellingsgrenzen kan de dood veroorzaken.